# 10ANTZ
株式会社10ANTZ（テンアンツ、英: 10ANTZ Inc.）は、東京都渋谷区渋谷にある株式会社であり、主にゲームアプリの企画・開発・運営等を行っている。
ノース・リバーの子会社であり、KeyHolderの孫会社である。

## 概要
社名の由来は、「アリが10匹で"ありがとう"」を意味することから。一人でも多くのアーティストとファンの「ありがとう」をつなげたいという想いが込められているという。
直近の業績は、4億8400万円の最終損失（2024年6月期）となっている。

## ゲームアプリ
リリース順。
- SUPER JUNIOR ～YOU ARE MY HERO～（2014年7月リリース、2017年1月サービス終了）
- 東方神起 Timeless～未来への旅立ち～（2016年1月リリース、2017年9月サービス終了）
- 乃木恋〜坂道の下で、あの日僕は恋をした〜（2016年4月リリース）
- TWICE -GO! GO! Fightin'-（2018年12月リリース、2020年12月サービス終了）
- PRINCE OF LEGEND LOVE ROYALE（2019年3月）
- IZ*ONE remember Z（2019年7月リリース、2021年6月サービス終了）
- ひなこい（2020年11月リリース）
- &JO1（2022年7月リリース、2024年2月サービス終了）
- 戦国 A LIVE（2023年6月リリース、2024年10月サービス終了、「Pipmey」へ一部サービス移行）
- サクコイ（2023年7月リリース）